# Poppon van Krakau
Poppo(n) van Krakau (overleden in 1008) was de eerste bisschop van Krakau en afkomstig uit Thuringia. Hij was ook suffragaanbisschop onder Radim Gaudentius. Men gaat ervan uit dat Prohorius en Proculfus voor hem als missionaris-bisschop in Krakau hebben gediend.
Sommige historici denken dat Poppon en zijn opvolger Gompon een en dezelfde persoon zijn.